# Saint-Romain-sous-Versigny
Saint-Romain-sous-Versigny ist eine französische Gemeinde mit 78 Einwohnern (Stand 1. Januar 2022) im Département Saône-et-Loire in der Region Bourgogne-Franche-Comté (vor 2016 Bourgogne). Sie gehört zum Arrondissement Charolles und zum Kanton Gueugnon (bis 2015 Toulon-sur-Arroux).

## Geographie
Saint-Romain-sous-Versigny liegt etwa 65 Kilometer ostnordöstlich von Moulins. Nachbargemeinden von Saint-Romain-sous-Versigny sind Toulon-sur-Arroux im Norden und Westen, Dompierre-sous-Sanvignes im Osten und Nordosten, Perrecy-les-Forges im Süden und Südosten sowie Marly-sur-Arroux im Süden und Südwesten.

## Bevölkerungsentwicklung
| Jahr                      | 1962 | 1968 | 1975 | 1982 | 1990 | 1999 | 2006 | 2011 | 2016 |
| Einwohner                 | 192  | 184  | 184  | 144  | 137  | 121  | 115  | 95   | 86   |
| Quelle: Cassini und INSEE |      |      |      |      |      |      |      |      |      |

## Sehenswürdigkeiten
- romanische Kirche
- Schloss von 1850